# Bertil Uggla
Bertil Gustafson Uggla eller Bertil G:son Uggla, född 19 augusti 1890 på Karlberg i Stockholm, död 29 september 1945 i Karlstad, var en svensk officer (överste) och allroundidrottsman (stavhopp, tiokamp, gymnastik, modern femkamp, värj- och florettfäktning, orientering med mera). Han var även gymnastik- och idrottsledare. Uggla blev riksbekant då han började som ledare för morgongymnastiken i Sveriges Radio den 16 september 1929.

## Militär karriär

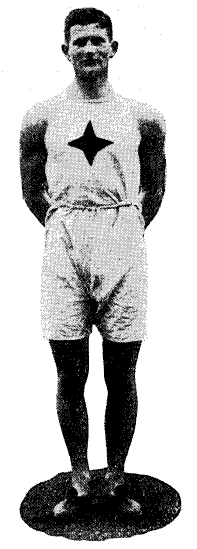
Bertil Uggla 1924 eller tidigare.

Uggla tog studenten i Linköping 1908, officersexamen vid Karlberg 1910 och blev samma år underlöjtnant vid Svea livgarde. 1914 blev han löjtnant vid nämnda garde. Uggla genomgick åren 1913–1915 Gymnastiska Centralinstitutet där han tog gymnastiklärarexamen. Åren 1919–1920 genomgick Uggla Gymnastik- och Fäktskolan i Joinville le Point i Frankrike. Uggla var 1916–1918 biträdande lärare i gymnastik vid Krigsskolan och var åren 1919–1920 kommenderad till Ecole normale militaire d'education physique i Joinville i Frankrike. Uggla genomgick Krigshögskolan 1920–1922.
Under åren 1924–1926 var Uggla aspirant vid Generalstaben. Han utnämndes till kapten 1925 och var under åren 1926–30 lärare i gymnastik vid Krigsskolan. Kapten vid regementet 1926-10-29 fr o m 1926-11-01. Från 1930 var Uggla adjutant hos H K H Kronprinsen. Uggla utnämndes 1931 till kompanichef vid Krigshögskolan och 1933 till major i armén. 1934 tjänstgjorde Uggla som major vid Norrbottens regemente och 1935 som överadjutant och major vid Generalstaben. 1937 utnämndes han till överstelöjtnant i armén samt överadjutant och överstelöjtnant vid Generalstabskåren. Samtidigt utnämndes Uggla till överstelöjtnant vid Livgrenadjärregementet. 1938 blev han förordnad att vara överste och sekundchef för Göta livgarde och 1939 blev han överste i armén.
Uggla var bl.a. chef för Kungliga Krigsskolan 1940–1944. Som chef för Finlandskommitténs militärbyrå 1939–1940 blev han aktivt engagerad för Finlands sak.

## Idrottskarriär
Uggla var redan under skoltiden i Linköping en känd allroundman och ordförande i Linköpings Läroverks IF åren 1906–1908. Han specialiserade sig först på stavhopp, men intresserade sig även för gymnastik. 1919–1920 genomgick han gymnastik- och idrottsskolan i Joinville i Frankrike och specialiserade sig alltmer på fäktning. År 1939 erhöll han Svenska Gymnastikförbundets silvermedalj för deltagande i gymnastikuppvisningar i Danmark 1911, Frankrike 1913 och vid OS 1920. Han utsågs 1928 till Stor grabb nummer 16 i friidrott.

### Stavhopp

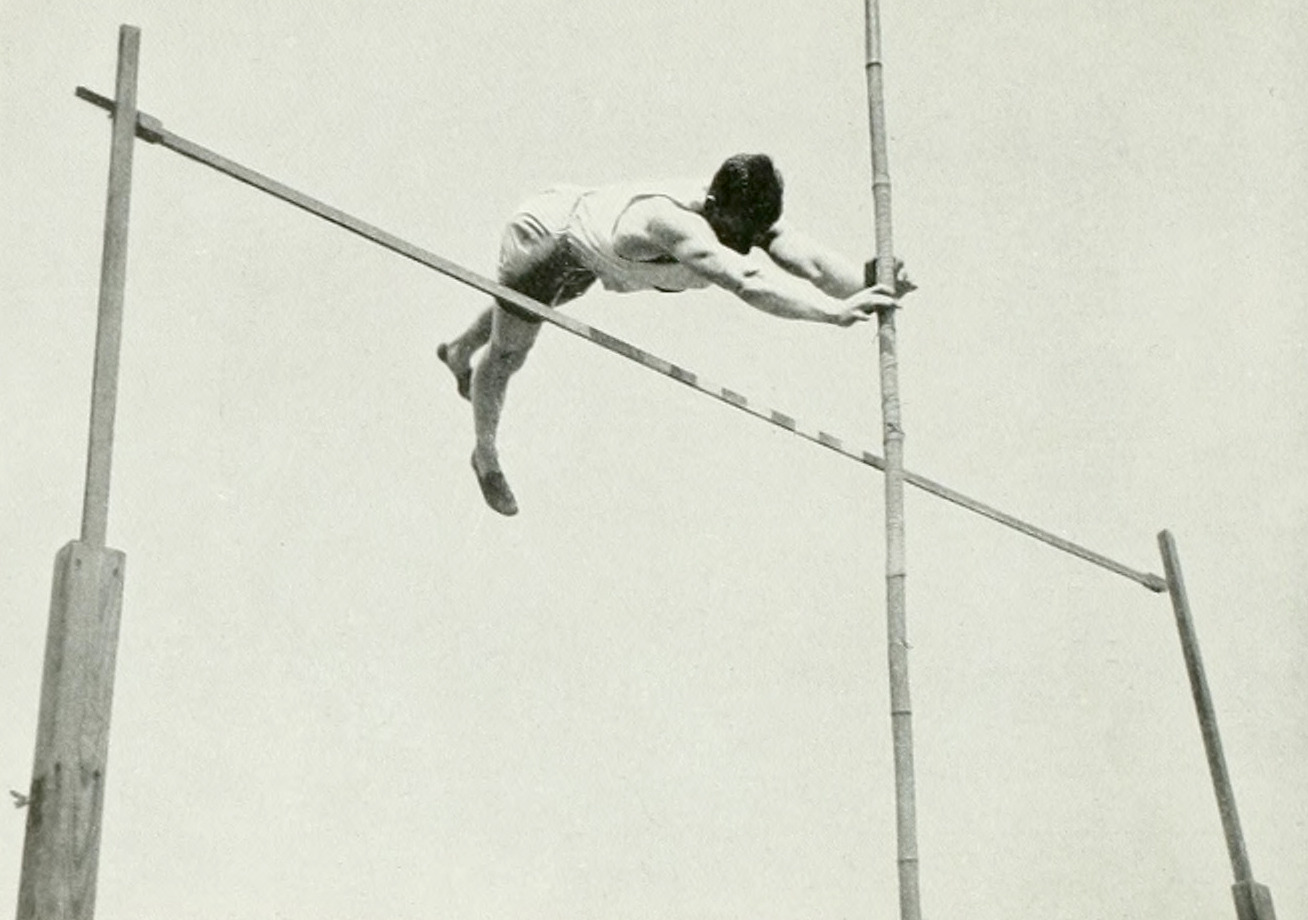
Uggla hoppar stav 1912

Den 12 september 1909 förbättrade Uggla vid SM i Göteborg Bruno Söderströms inofficiella svenska rekord i stavhopp från 3,53 till 3,55. Han vann härmed även SM-tecknet. Uggla förbättrade den 11 september 1910 i Stockholm sitt svenska stavrekord till 3,60. Detta skulle komma att slås av Claes Gille 1912 (3,64). År 1911 vann Uggla åter guld i stav vid SM. Han toppade för tredje året Sverige-statistiken med 3,63. Den 25 augusti 1912 återtog Uggla stavrekordet från Gille genom att vid SM i Stockholm hoppa 3,82 och han vann härmed sitt tredje SM-tecken i stav. Han förlorade åter rekordet till Gille 1913. Vid OS i Stockholm 1912 hoppade han 3,80 m och Uggla tilldelades bronsmedalj tillsammans med två andra stavhoppare. Eftersom det även var en delad andraplats i tävlingen har Ugglas placering sedermera räknats om till en delad fjärdeplats.

### Modern femkamp
År 1921 vann Uggla SM i modern femkamp. Vid OS 1924 tog han bronsmedaljen i grenen.

### Fäktning
Han deltog vid OS 1920 och 1924 men blev utslagen i försöket på värja. Uggla vann SM i florett åren 1921, 1926, 1929 och 1930 samt i lag 1934. Han vann SM i värja 1922, 1925 och 1926. I militära EM 1927 kom Uggla fyra i värja. Vid OS 1928 tog han sig till final i florett där han kom tolva. År 1934 deltog han vid EM i Sveriges lag i värja, laget tog bronsmedalj.

### Övrigt
Uggla kom tvåa vid SM i tiokamp 1911. Han deltog under åren 1910 till 1920 i KFUM:s elittrupp i gymnastik. Han vann fälttävlan vid Svenska Spelen 1916 och ansågs under en period vara inofficiell svensk mästare i bajonettfäktning. Han var en av Sveriges bästa orienterare år 1920 och även en god skytt och skidåkare.

## Civil karriär
Få svenskar har i så hög grad som Uggla anlitats som lärare och ledare inom idrotten. Han tillhörde sålunda styrelsen i flera militära idrottsföreningar (främst Svea livgarde), var i gymnastikledare för den segrande truppen vid OS 1920, för Gymnos elittrupp 1923–1927 och ledde 1929–1945 morgongymnastiken i radio, till vilken han tog initiativet. Han var sekreterare i Svenska Gymnastikförbundet 1920–1926 och i Svenska Fäktförbundet 1925–1928, tillhörde direktionen för G.C.I. 1932–1934 och utsågs 1945 till dess chef. Han organiserade den militära Gymnastik- och idrottsskolan (GIS) 1936 och förde befälet över denna 1941–1944.
Uggla var även ordförande i Sveriges Militära Idrottsförbunds verkställande utskott (VU) 1940–1944, ordförande i Stockholmsdistriktets VU 1931–1934 och i Boden-distriktet 1934–1937. Han var från 1928 till sin död medlem av Sveriges Olympiska Kommitté, sedan 1926 styrelseledamot i Centralföreningen (ordförande i dess arbetsutskott sedan 1939), Centralföreningens representant i Riksidrottsförbundets Överstyrelse sedan 1931 (suppleant 1927–1930), sedan 1940 ordförande i Centralkommitténs för Fältsports arbetsutskott och överledare för dess fältsportledarkurser samt sedan 1943 ordförande i Gymnastik- och Idrottsmuseinämnden. Som ledare och organisatör var han mycket medryckande samt besatt en ovanlig energi och arbetsförmåga.
Uggla var dessutom en flitig författare i idrottsliga och gymnastiska ämnen, dels i tidningar, tidskrifter och uppslagsböcker, dels som redaktör för Svenska Arméns Idrott (sedan 1936). Han har utgivit Hopp (1918 tillsammans med C. Silfverstrand), Gymnastik till husbehov (1930) samt tillsammans med sin bror Gustaf Svenska pojkarnas idrottsbok (I-II 1922) och Gymnastik och idrott åt alla (1924).

## Död
Uggla omkom under ett träningspass inför fälttävlan i Linköping på kvällen den 29 september 1945 i Mariebergsskogen i Karlstad. En minnessten finns på platsen där han avled. Uggla är begravd på Norra begravningsplatsen i Stockholm.

## Familj
Bertil Uggla tillhörde släkten Uggla och var son till general Gustaf Uggla och Augusta Eleonora von Post samt bror till bl.a. Carl G:son Uggla, Gustaf G:son Uggla och Bengt G:son Uggla.
Uggla gifte sig 1918 i Stockholm med Karin Augusta Sofia Hammarskjöld, dotter av generallöjtnanten Per Adolf Ludvig Regnell Hammarskjöld och Gerda Cecilia Neijber. 

## Utmärkelser[6]
- Konung Gustaf V:s olympiska minnesmedalj, 1912.
- Riddare av Norska S:t Olafsorden, andra klassen, 1918.
- Riddare av Vasaorden, 1930.
- Riddare av Svärdsorden, 1931.
- Riddare av Danska Dannebrogsorden, 1933.
- Riddare av Nordstjärneorden, 1937.
- Sveriges militära idrottsförbunds förtjänstmedalj i guld med och utan krans.